# Eschweilera alvimii
Eschweilera alvimii är en tvåhjärtbladig växtart som beskrevs av Scott A. Mori. Eschweilera alvimii ingår i släktet Eschweilera och familjen Lecythidaceae. IUCN kategoriserar arten globalt som sårbar. Inga underarter finns listade i Catalogue of Life.

## Bildgalleri

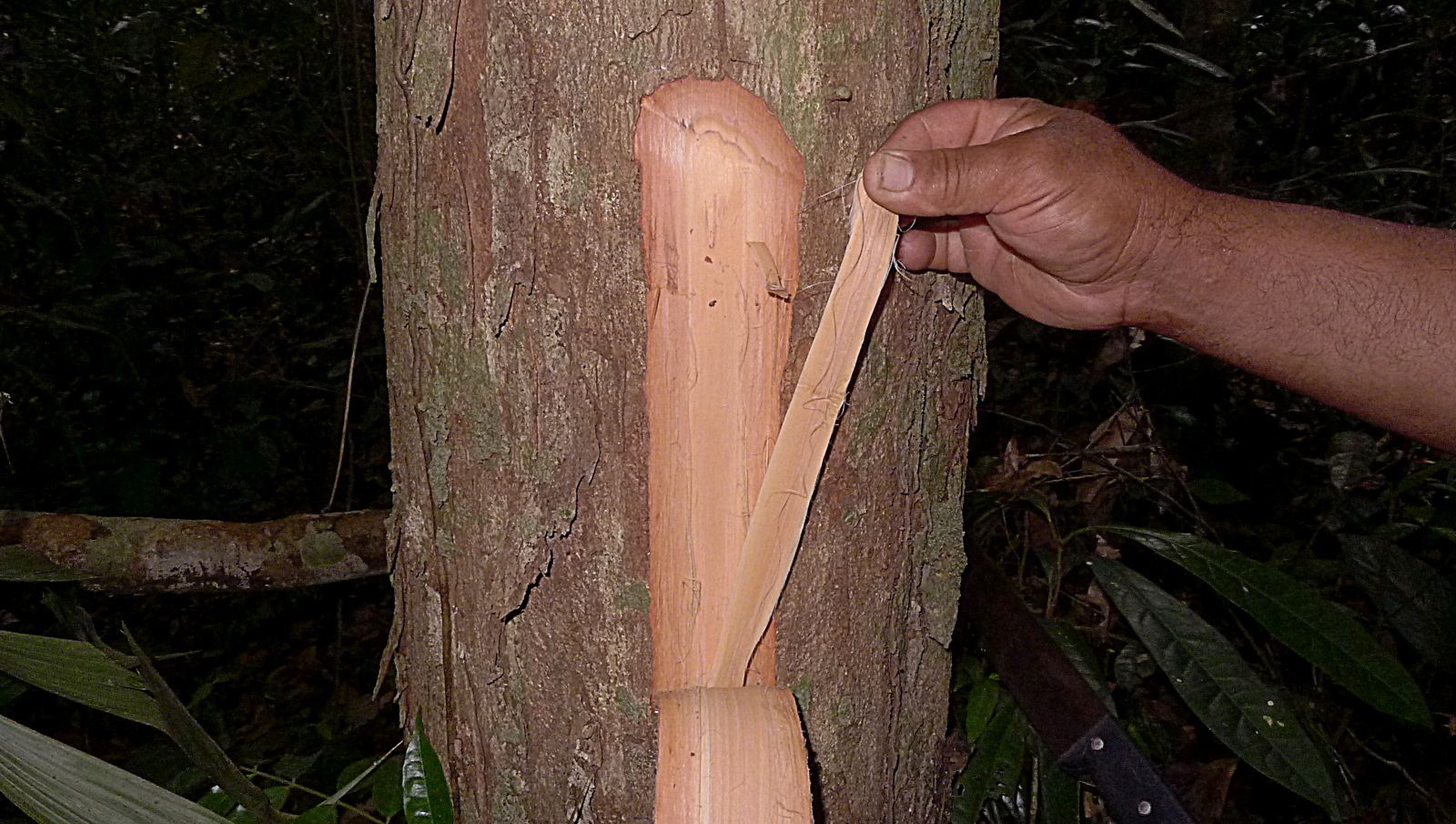
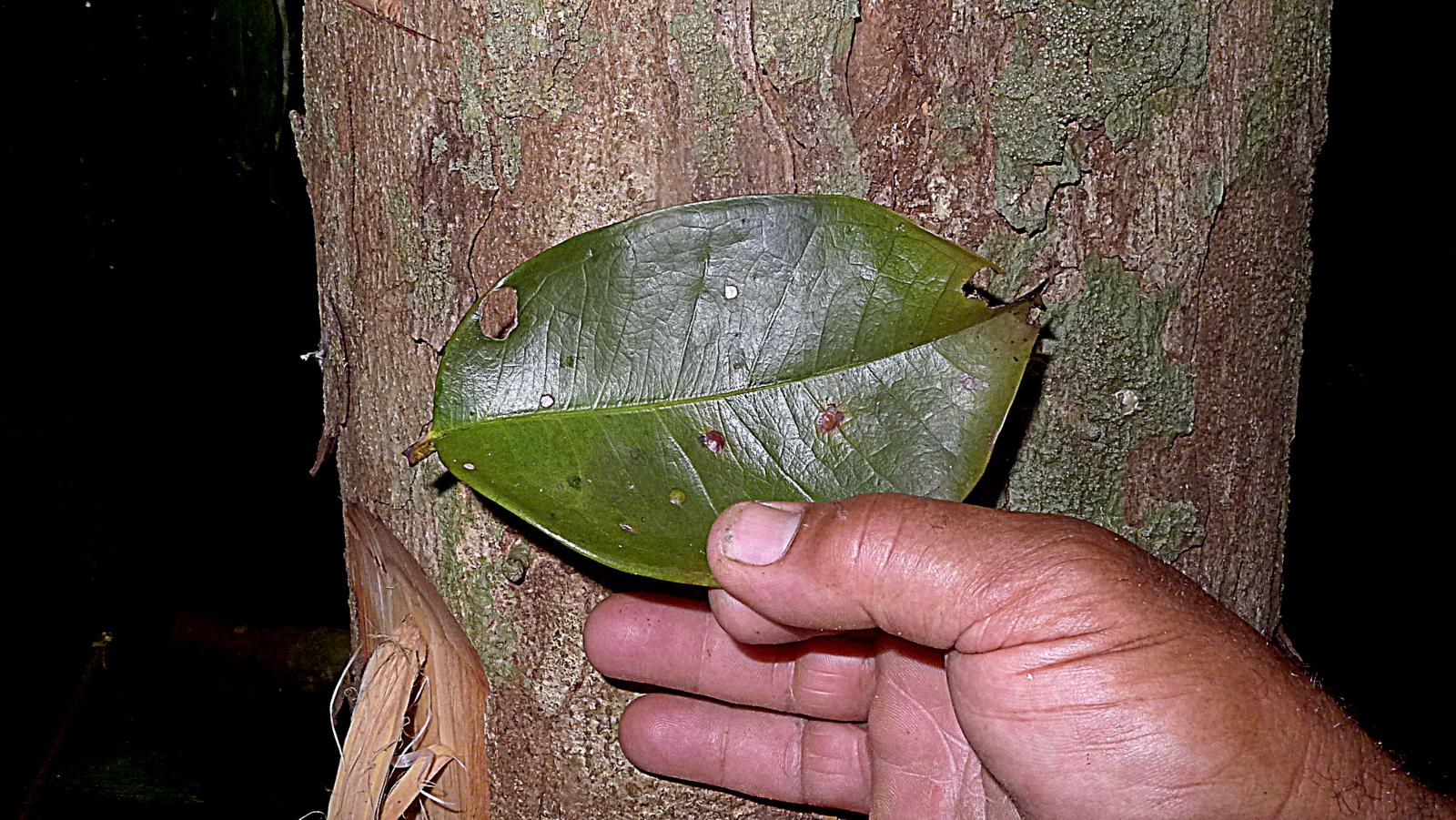
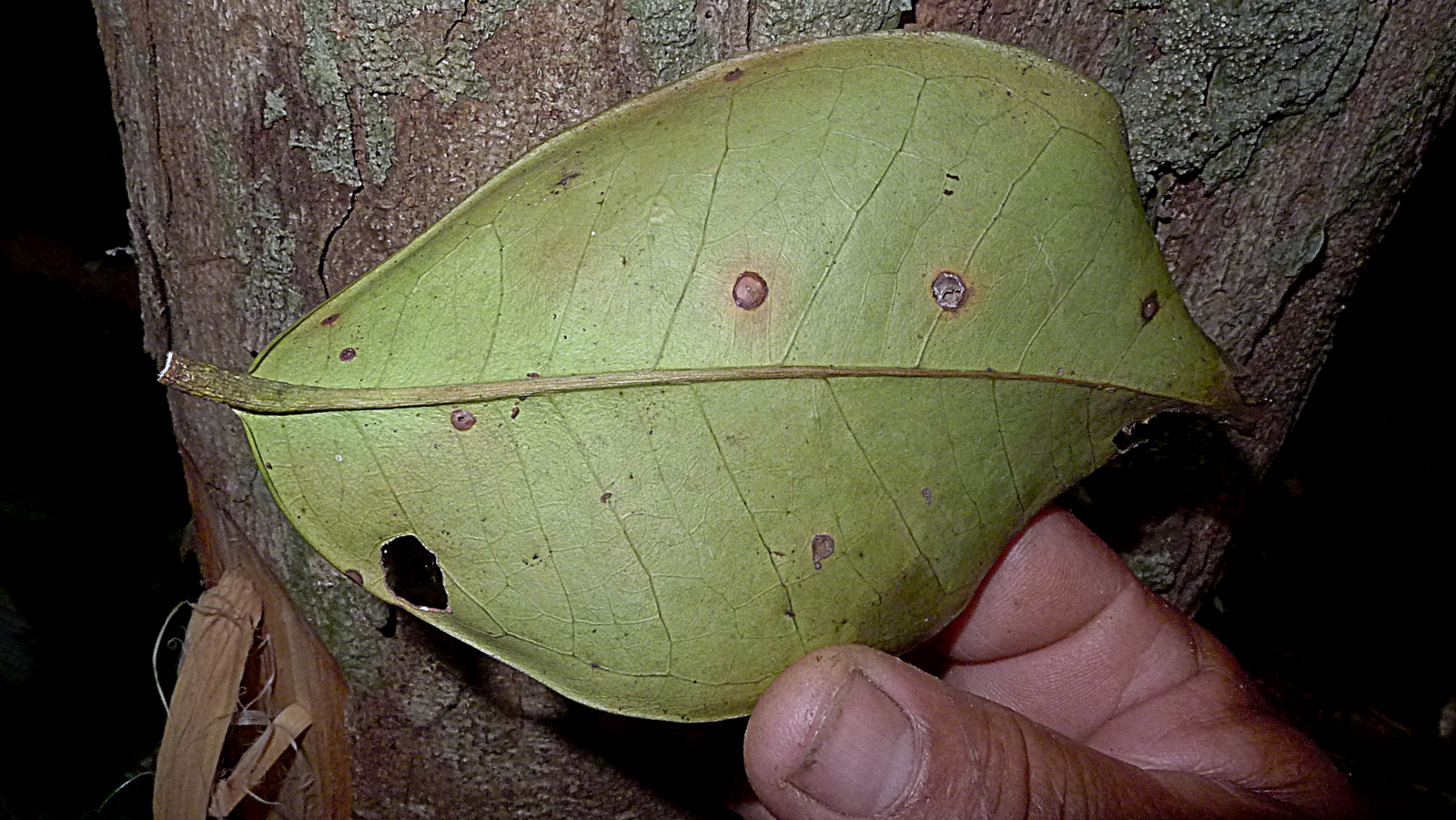
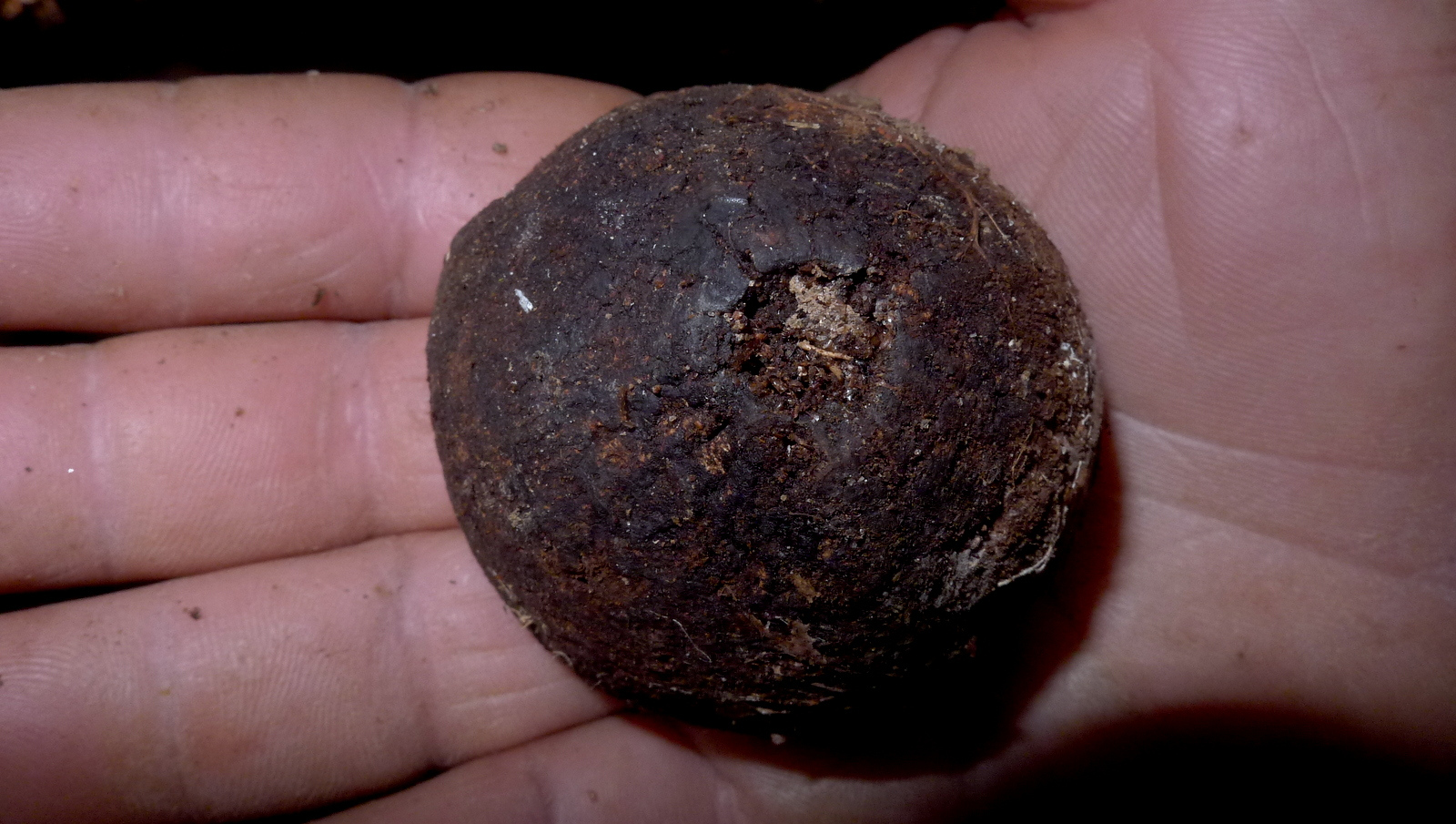
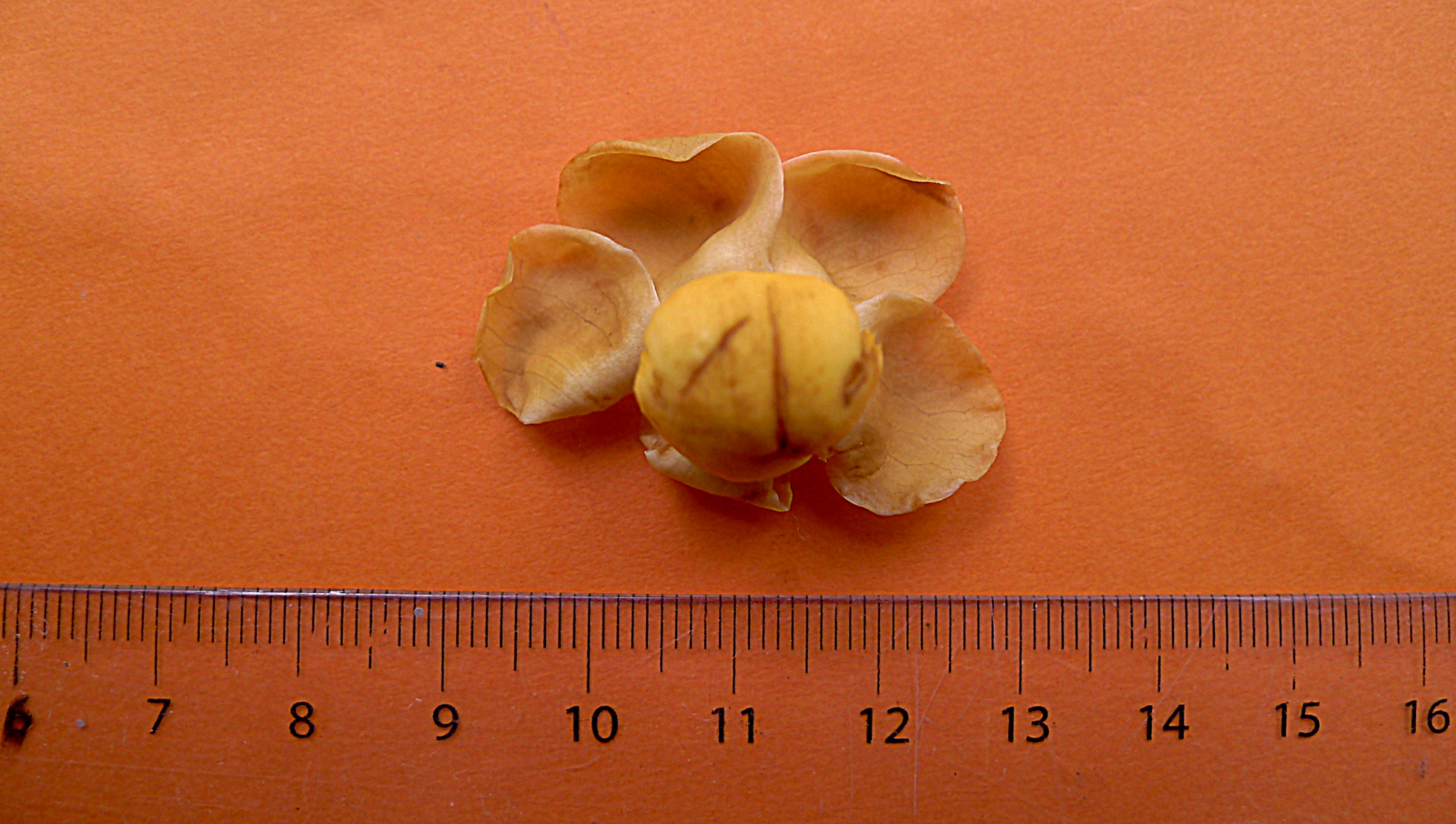